# Albinizam
Albinizam (lat. albus: bijel) prirođena i nasljedna nesposobnost organizma da stvara pigment melanin. Nastaje zbog nedostatka enzima tirozinaze, a očituje se u djelomičnoj ili potpunoj depigmentaciji kože, kose i šarenice oka. Oba roditelja koja imaju albinistički gen albinizam mogu prenijeti na neko od svoje djece.
Koža albina je svijetloružičasta, kosa bijela i tanka, a kroz zjenicu se odrazuje crvenilo mrežnice. Albinizam je podijeljen na tip I i tip II. Ljudi i životinje s albinizmom katkad se nazivaju albino, no većina ljudi više voli naziv "ljudi s albinizmom".
Geni albinizma su recesivnog karaktera. Albinizam se pojavljuje i kod životinja.
Izostajanje stvaranja klorofila kod biljaka naziva se također albinizam.

## Opisi

### Albinizam tip I
Unutar ovog tipa postoji više podtipova:
Tip I-A
Jedino se kod ovog tipa sreće potpuni nedostatak melanina, dok se kod svih ostalih se može naći u vrlo malim količinama. Obilježja su:
- potpuno bijela boja kože, često se javljaju opekline od sunca, jer nedostaje zaštitni pigment - melanin.
- kosa je svijetle plave boje
- oči su blijede svjetloplave boje, zjenica je crvenkaste boje, vide se kapilare
- razrokost, oslabljen vid

Tip I-B
Prisutnost melanina je jako smanjena, ali su ipak male količine melanina prisutne.
- Kosa je žutocrvenkaste boje
- Ostali simptomi su slabije izraženi nego kod tipa I-A

Tip I-MB
Veoma mala prisutnost melanina.
Tip I-TS
Kod ovog podtipa prisutnost melanina ovisi od temperature tijela.

## Poznati ljudi s albinizmom
- Edgar Winter - glazbenik
- Johnny Winter - glazbenik
- Roy Orbison - glazbenik

## Galerija
- Aligator
- Vjeverica
- Aksolotl